# Leiurus savanicola
Espèce
Leiurus savanicola est une espèce de scorpions de la famille des Buthidae.

## Distribution
Cette espèce est endémique de la région du Nord au Cameroun. Elle se rencontre vers Garoua.

## Description
Le mâle holotype mesure 68,5 mm.

## Étymologie
Son nom d'espèce lui a été donné en référence au lieu de sa découverte, la savane.

## Publication originale
- Lourenço, Qi & Cloudsley-Thompson, 2006 : « The African species of the genus Leiurus Ehrenberg, 1828 (Scorpiones: Buthidae) with the description of a new species. » Boletin de la Sociedad Entomológica Aragonesa, vol. 39, p. 97-101 (texte intégral).